# Expeditionsklasse
Als Expeditionsklasse bezeichnet Hapag-Lloyd Cruises eine Serie von drei Kreuzfahrtschiffen für den weltweiten Einsatz, insbesondere der Polargebiete.

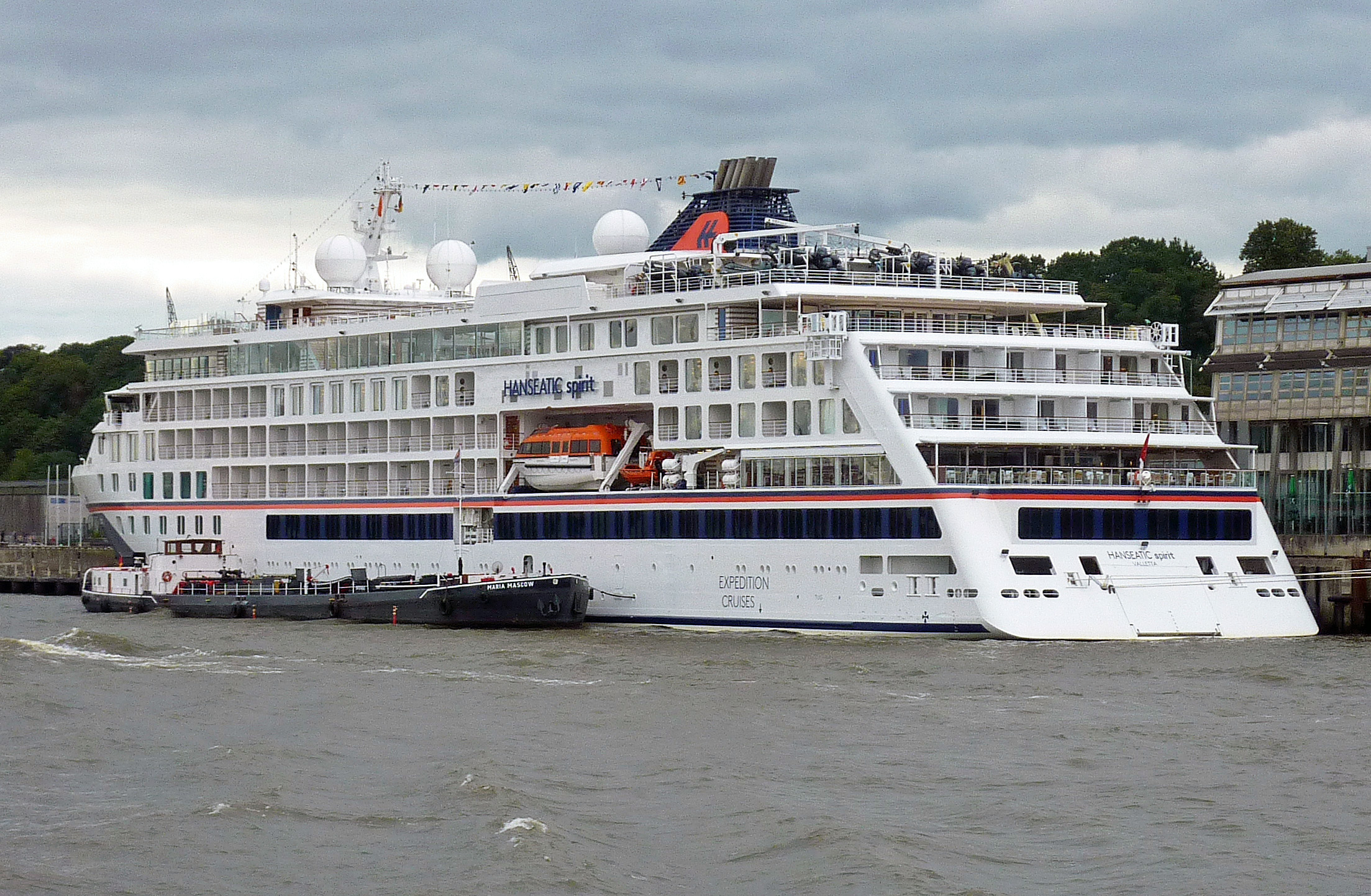
Heckansicht der Hanseatic spirit

## Allgemeines
Im Mai 2016 wurde mit der Vard Gruppe die Absicht über den Bau von zunächst zwei Schiffen für Expeditionsreisen vereinbart. Am 16. August 2016 wurden die ersten beiden Schiffe in Auftrag gegeben. Ein drittes Schiff dieser Klasse wurde am 3. Juli 2018 bestellt. Das Typschiff, die Hanseatic nature, wurde am 30. April 2019 abgeliefert.
Die Schiffsrümpfe wurden jeweils bei Vard Tulcea im rumänischen Tulcea gefertigt und anschließend wurden sie zur Ausrüstung und Übergabe zu Vard Langsten im norwegischen Tomrefjord geschleppt.
Die Baukosten belaufen sich auf rund 155 Mio. US-Dollar pro Schiff.

## Ausstattung
Die Einrichtung der Schiffe ist für bis zu 230 Passagiere ausgelegt und verteilt sich über sieben Decks:
- Deck 3: Bordhospital und eine „Marina“ für die Festrumpfschlauchboote
- Deck 4: Restaurants, Boutique und Kabinen
- Deck 5: Bistro-Restaurant und Kabinen
- Deck 6: Suiten, Kabinen, zwei Tenderboote und ein begehbares Vorschiff
- Deck 7: Suiten, Kabinen und Kommandobrücke
- Deck 8: Wellness-Bereich, Sonnendeck mit Pool, eine Beobachtungslounge und zwei ausfahrbare gläserne Balkons
- Deck 9: Sonnendeck

## Schiffe
| Name                  | IMO-Nr. | Stapellauf      | Indienststellung |
| --------------------- | ------- | --------------- | ---------------- |
| Hanseatic nature      | 9817133 | 22. Juli 2018   | 4. Mai 2019      |
| Hanseatic inspiration | 9817145 | 9. Februar 2019 | 12. Oktober 2019 |
| Hanseatic spirit      | 9857640 | 14. Juli 2020   | 25. August 2021  |